# Pierre Trouillé
Pierre Trouillé, né le 25 janvier 1907 à Vic-en-Bigorre (Hautes-Pyrénées) et mort le 18 janvier 1986 à Bayonne (Pyrénées-Atlantiques), est un haut fonctionnaire français, préfet de la Corrèze durant la Seconde Guerre mondiale.

## Éléments biographiques

### L'Occupation
Licencié en droit, Pierre Trouillé est sous-préfet à Brest durant l'occupation. Il fait paraître, le 9 février 1943, un avis d'évacuation obligatoire des « non-indispensables ». À partir de cette date, les écoles sont fermées et on procède à l'évacuation d'environ 10 000 personnes. La population brestoise est estimée à 77 600 habitants.
Le 26 février 1944, il est nommé préfet de la Corrèze et arrive à Tulle le 29 février. Il succède à Bernard Lecornu qui vient d'être révoqué par le régime de Vichy.
En août 1944, la garnison allemande de Brive, sont sous les ordres du lieutenant-colonel Heinrich Böhmer, qui commande également la garnison de Tulle. Des pourparlers s’engagent par l’entremise du sous-préfet de Brive de l’époque, Pierre Chaussade. l’accord est trouvé sur les principes la convention de reddition prévoit la capitulation des garnisons commandées par le lieutenant-colonel allemand : Tulle et Brive. Le 15 août 1944 à 21 heures, la convention générale est signée au château de la Grande Borie, à Malemort. 
À la Libération du département de la Corrèze, le 17 août 1944. Le 19 août 1944 panique à Tulle. La Brigade Jesser descend par la Route nationale 89 (France) et s’approche de la ville. Le préfet Pierre Trouillé prévient les résistants et la population dans la matinée afin de faire évacuer la ville. Ainsi, lorsque la colonne atteint Tulle, les Allemands découvrent avec stupéfaction la disparition de la garnison et une ville pratiquement déserte. Interrogé par les officiers allemands, le préfet invente une histoire pour justifier les évènements des derniers jours. Ils abandonnent l’idée de poursuivre leur chemin jusqu’à Brive et s’installent à Tulle pour la nuit.
20 août 1944, La colonne Jesser quitte Tulle.
Il est remplacé par Robert Caulet, président du CDL, qui fera fonction de préfet pendant un mois. Caulet et Trouillé travaillent en relation étroite jusqu'à la nomination de Maurice Chantelauze, mi septembre 1944.
Il est nommé citoyen d'honneur de la ville de Tulle par décision de la municipalité à la Libération pour avoir contribué à protéger celle-ci en évitant, notamment, le massacre de prisonniers allemands lors de la bataille de Tulle planifiée par le commandant des maquis FTPF de Corrèze, Jacques Chapou, dit Kléber.
| Période         | Période         | Identité         | Fonction précédente         | Observation                          |
| --------------- | --------------- | ---------------- | --------------------------- | ------------------------------------ |
| 1943            | 29 février 1944 | Bernard Lecornu, | Sous-préfet à Saint-Nazaire | Révoqué par le Gouvernement de Vichy |
| 29 février 1944 | 1947            | Pierre Trouillé  | Sous-préfet à Brest         | Massacre de Tulle                    |

### L'après-guerre
Avec la loi du 19 mars 1946, la Martinique devient un département d'outre-mer. Jules Moch nomme Pierre Trouillé premier préfet de l'île 23 août 1947. Il y reste trois ans (1947-1950), et a notamment pour mission de lutter contre l'influence communiste et d'endiguer les mouvements syndicaux.
Sous sa responsabilité, le jeudi 4 mars 1948, les forces de l'ordre tirent sans sommation sur des ouvriers grévistes, faisant trois morts et deux blessés graves,. Après la fusillade du Carbet, Césaire parle d’action malfaisante de la part du préfet Trouillé et réclame son départ « pour le bon renom de la France ».
Six mois plus tard, le 6 septembre 1948, un administrateur blanc créole est assassiné dans une « habitation » au nord de l'île, lors d'un mouvement de grève des coupeurs de canne. C'est l'affaire des 16 de Basse-Pointe. Le préfet Trouillé viendra témoigner lors du procès qui se tiendra en 1951 à Bordeaux.
Il devient ensuite préfet de la Sarthe (6 novembre 1950- 10 décembre 1956), puis préfet de la Loire-Atlantique (1956-1962).

### Distinctions
- Commandeur de la Légion d'honneur[3]
- Croix de guerre 1939-1945 avec deux citations à la Libération[14]
- Commandeur de l'ordre de l'Étoile d'Anjouan (1955)[15]

## Publication
- Journal d'un préfet pendant l'Occupation, NRF, Gallimard, Paris, 1964 et J'ai lu leur aventure n° A186